# Johann Georg von Langen

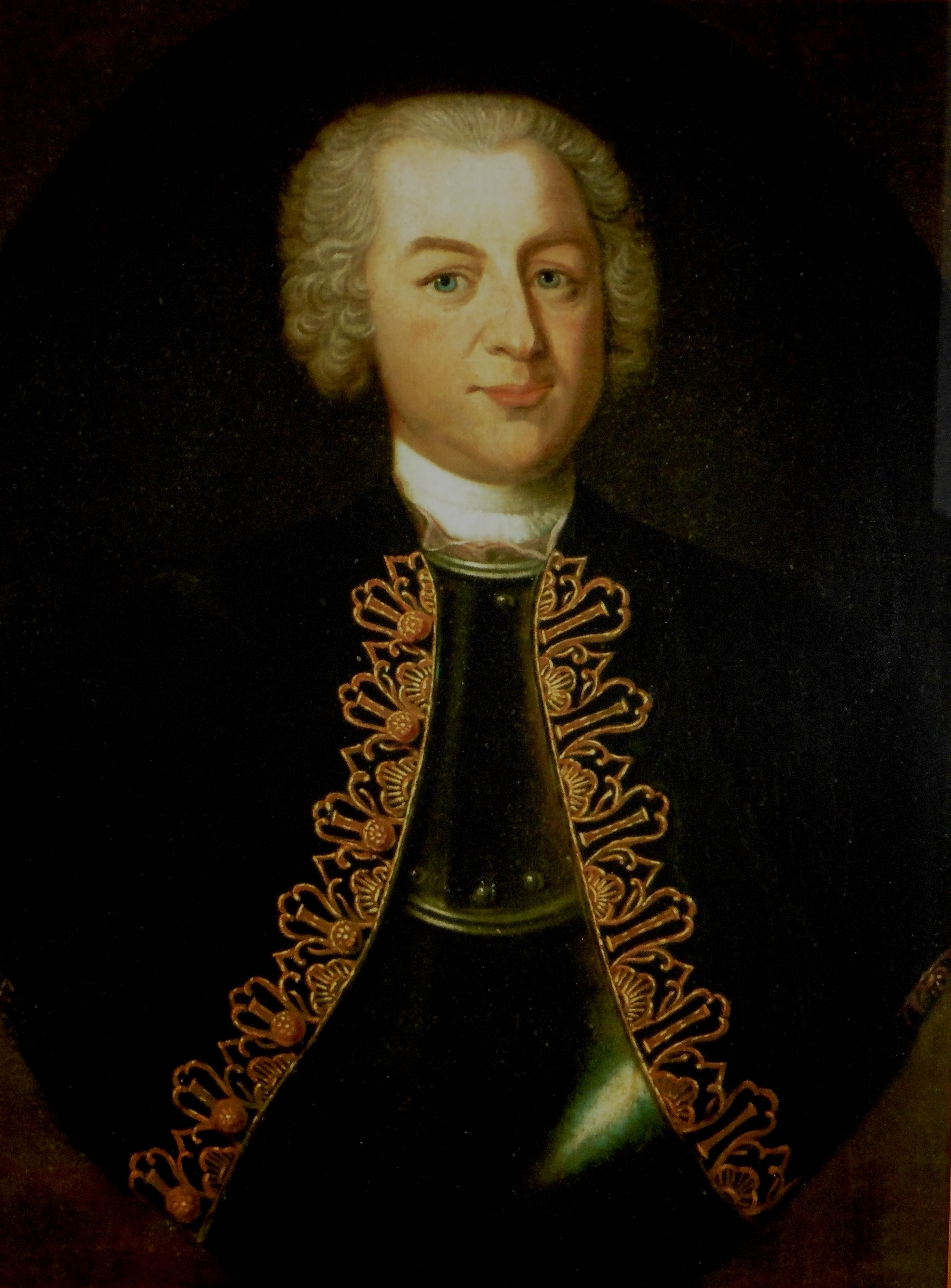
Johann Georg von Langen um 1750

Johann Georg von Langen (* 22. März 1699 in Oberstadt; † 25. Mai 1776 in Jægersborg bei Kopenhagen) war ein deutscher Forst- und Oberjägermeister sowie Norwegischer Generalforstmeister.

## Leben

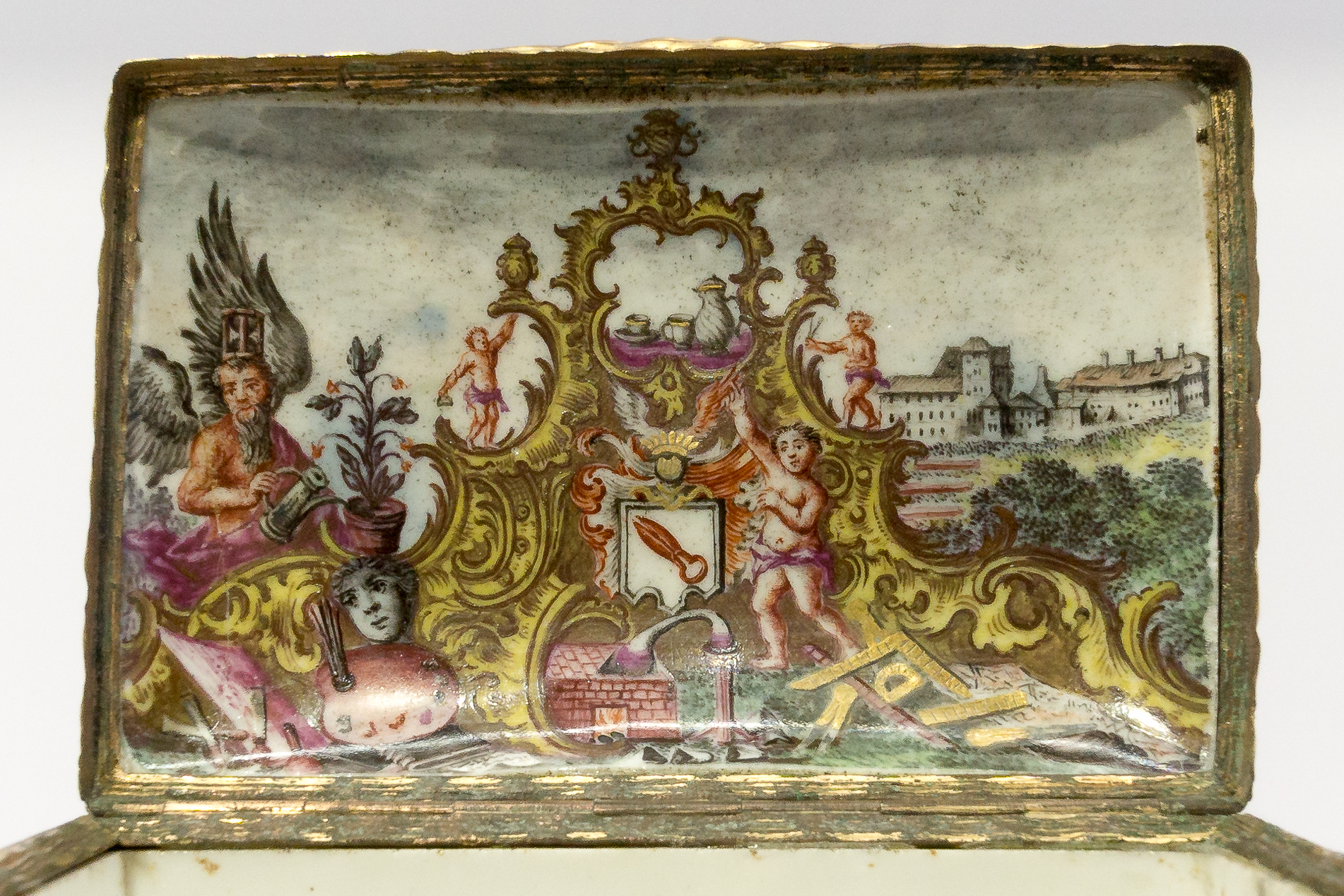
Die Porzellan-Tabatiere des Johann Georg von Langen (um 1760): Sie zeigt eine Allegorie der Porzellanherstellung sowie von Langens Wappen. Rechts am Rand sieht man die Gebäude der Porzellanmanufaktur Fürstenberg, die er 1747 gegründet hat.

Langen wurde als ältester Sohn der ursprünglich emsländischen Familie von Langen im Gutshaus Oberstadt geboren, das sein Vorfahre Humpert von Langen († 1614) im Jahre 1606 erworben hatte. Sein Vater Johonn Ludwig von Langen (1655–1725) war der Lehnsherr von Oberstadt und seine Mutter Anna Charlotte von Seebach Hofdame bei der Herzogin von Sachsen-Meiningen. Sein Bruder Franz Philipp (1709–1751) war Hofjägermeister, Kartograph und Landschaftsmaler; außerdem begleitete er ihn während seines Werdegangs.
In seiner Jugend war von Langen als Hofpage tätig. Als die Herzogin starb, wechselte er an den Hof ihres Bruders, Herzog Ludwig Rudolf von Braunschweig-Lüneburg nach Blankenburg im Harz. Bereits 1716 wurde er als Jagdpage bezeichnet. 1719 gestattete ihm der Herzog eine Bildungsreise u. a. an die Höfe in Stuttgart, München und Wien, um sich im Jagdwesen weiterzubilden. Als er nach vielen Jahren nach Blankenburg zurückkehrte, nahm er hier die Taxation und Vermessung der Harzforsten vor.
1737 ging er durch Vermittlung des Grafen Christian Ernst zu Stolberg-Wernigerode nach Norwegen, um dort im Auftrag von König Christians VI. von Dänemark Bergbau und Forstwesen zu fördern. Sein Hauptwirkungsort wurde Kongsberg. 1742 kehrte er aufgrund verschiedener Schwierigkeiten ins Braunschweigische zurück und hielt sich zunächst einige Zeit in Wernigerode und Blankenburg auf, bevor er Chef der Forsten in Fürstenberg im Weserkreis wurde. Bedingt durch Unruhen im Siebenjährigen Krieg kehrte er 1760 in den Harz zurück. Aufgrund einer Intrige, deren Opfer er wurde, entschloss er sich 1763, ein zweites Mal in dänische Dienste zu treten. Dort ordnete er unter anderem die Forstverhältnisse auf der Insel Seeland.

## Werk

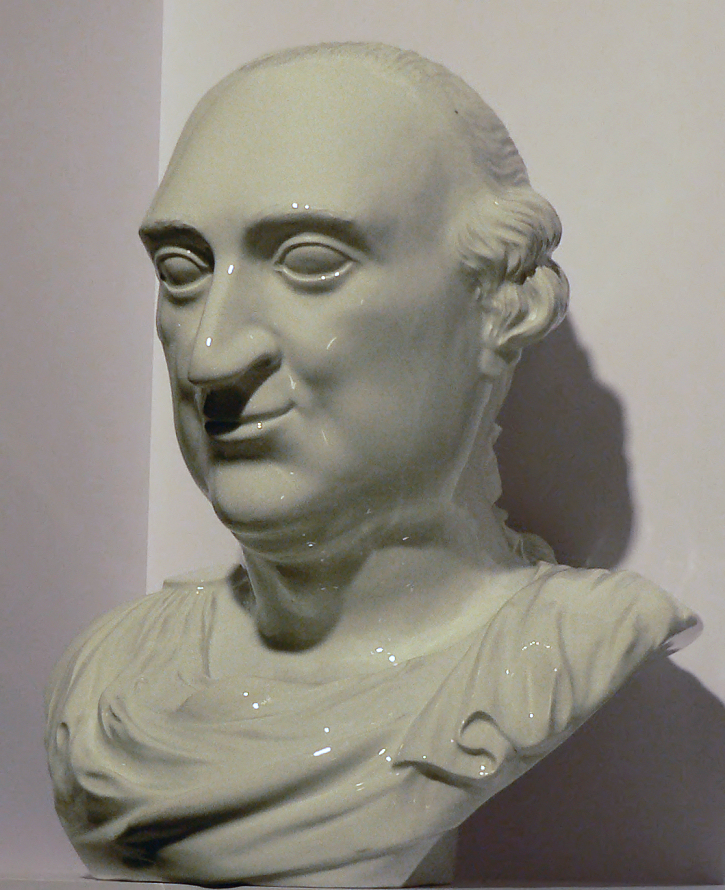
Johann Georg von Langen um 1760, Porzellanbüste als Modell von Simon Feilner

Er unterstützte gemeinsam mit Graf Heinrich Ernst zu Stolberg-Wernigerode und Oberforstmeister Hans Dietrich von Zanthier 1743 die Anlage von Torfwerken am Brocken. Eines dieser Werke erhielt den Namen Langenswerk. Im folgenden Jahr verfasste er die Forstordnung für den Hohnsteinschen Forst des Grafen Christian Ernst zu Stolberg-Wernigerode, in der der später so genannte Stangenholzbetrieb festgelegt wurde. 1747 ließ er in der Nähe von Braunlage die ersten Kartoffeln anbauen und verfasste selbst eine Denkschrift über die Verwendung der „Erdäpfel“.
Johann Georg von Langen gründete im Auftrag von Herzog Karl I. von Braunschweig-Wolfenbüttel am 11. Januar 1747 in Fürstenberg die Porzellanmanufaktur Fürstenberg, die ab 1753 für den Markt produzierte und die er bis 1763 leitete.
Auch in der Papierindustrie hatte er sich seit etwa 1750 hervorgetan und suchte den bisher noch notwendigen Lumpenbedarf – bei der Papierherstellung herrschte „Lumpennot“ – durch „eine neue Art Papier von Holtz Materie“ zu vermindern.
1755 verfasste Langen eine Denkschrift, in der er sich für die Erziehung gemischter Baumbestände aussprach und die Fichten als hauptsächlich anzubauende Baumart empfahl. Die in der Folge angestoßene Aufforstung vieler heruntergewirtschafteter Waldflächen mit der Fichte geht wesentlich auf ihn zurück.
In Jägersborg bei Kopenhagen gründete er 1764 eine Forstschule. Langens Schüler Wilhelm Gottfried von Moser bezeichnete ihn als Vater der regelmäßigen Forstwirtschaft. Carl Ludwig von Lassberg, ab 1763 Oberlandforstmeister im Kurfürstentum Sachsen, ist ein weiterer Schüler von Langens.
Dass die dänische Bezeichnung Ahorn für den Berg-Ahorn aus dem Deutschen entlehnt wurde, ist darauf zurückzuführen, dass von Langen diese Art unter den Laubbäumen bevorzugt verwendete, um rasche Aufforstungen zu erreichen. Im Volksmund trägt der Berg-Ahorn noch immer den Beinamen von Langens fodspor (von Langens Fußstapfen).

## Denkmäler
- In Braunlage gibt es einen Gedenkstein für Johann Georg von Langen auf der Steinsklippe im Kurpark sowie eine „Von-Langen-Straße“. Des Weiteren gibt es ein „Kartoffeldenkmal“, das an die ersten Anbauversuche der Kartoffeln erinnert, sowie einen Gedenkstein für Johann Georgs Bruder Franz-Philipp von Langen.
- Bei Treseburg im Harz ist ein Gedenkstein für Johann Georg von Langen aufgestellt.
- Auch im norwegischen Kongsberg ist ein Gedenkstein zu finden, auf dem die Namen der Mitarbeiter des ehemaligen dortigen Generalforstamtes von 1739 bis 1746 verzeichnet sind. Von Langen führt diese Namensliste an.
- Im Glasmuseum Boffzen ist die von Hermann Hebbel begründete Dauerausstellung Leben und Wirken des Oberjägermeisters Johann Georg von Langen von 1699–1776 untergebracht.
- Weiterhin besteht beim Geburtshaus in Oberstadt, dem ab 2006 neu sanierten Wasserschloss Oberstadt, ein Denkmal, welches vom Kultur- und Heimatverein Oberstadt e. V. aufgestellt wurde.
- Im Sitzungssaal des Dekanats der forstlichen Fakultät zu Göttingen steht eine Porzellanbüste.

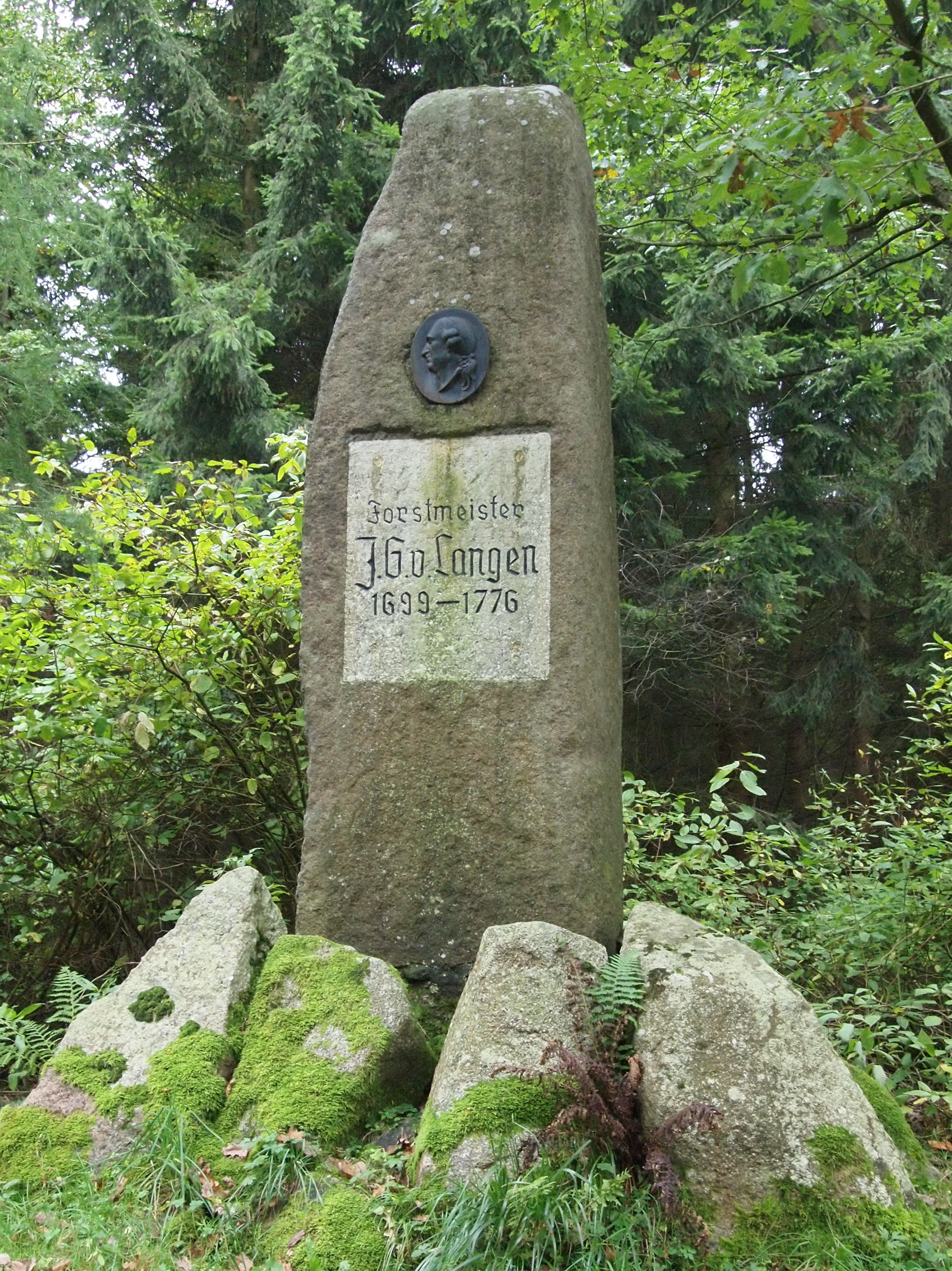
Gedenkstein für von Langen bei Altenbrak
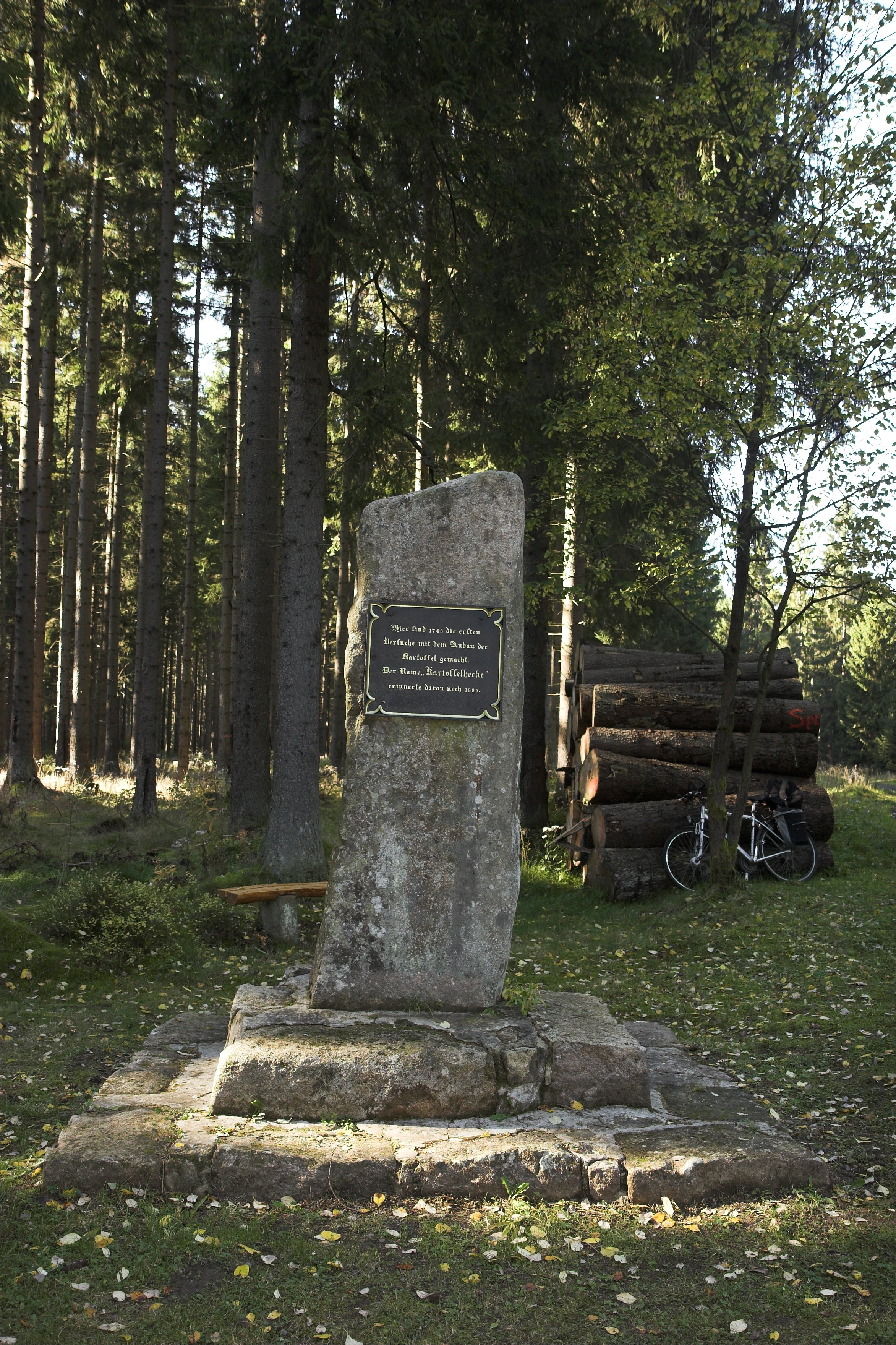
Kartoffeldenkmal südlich von Braunlage
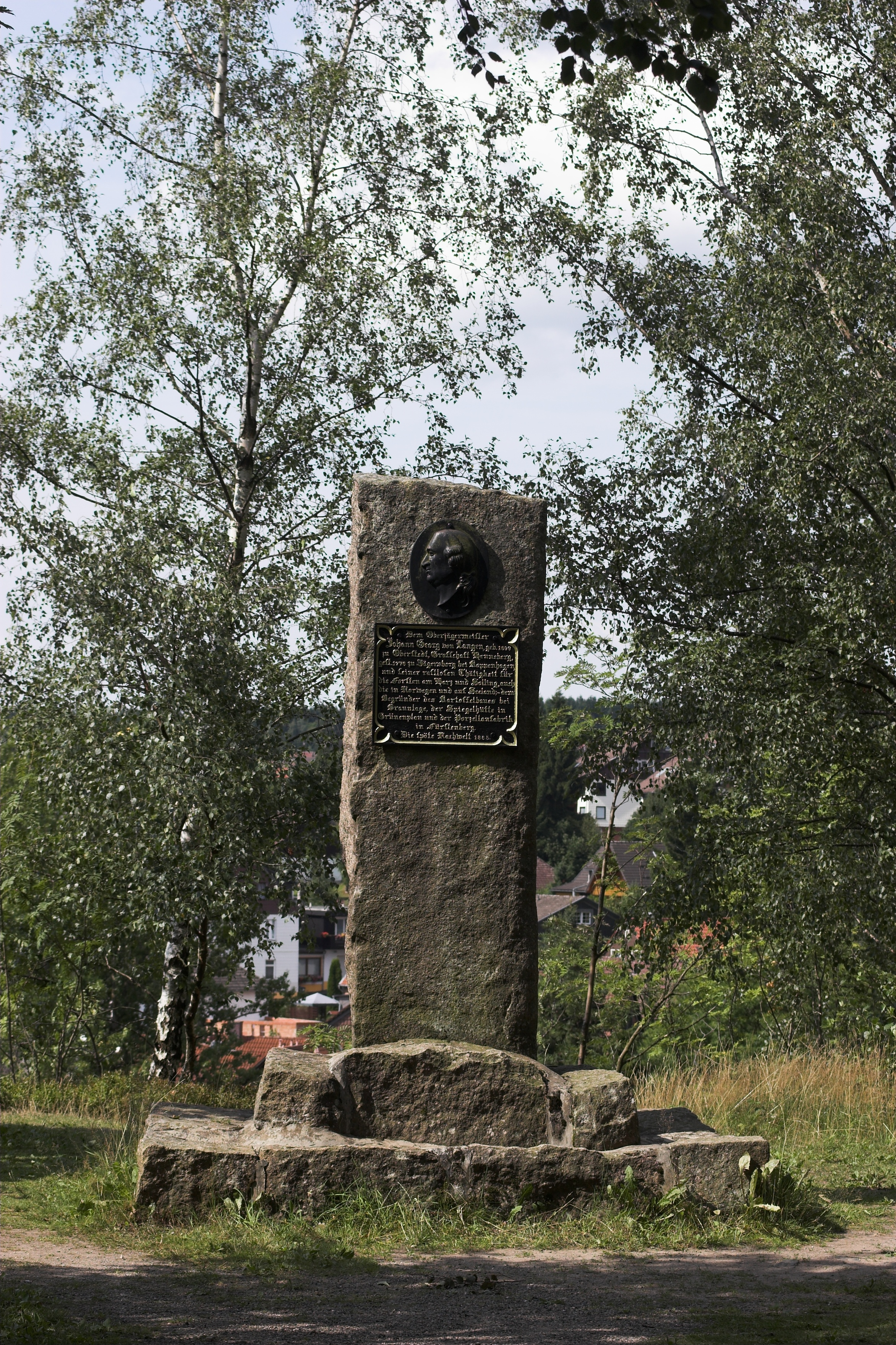
Von-Langen-Denkmal im Kurpark von Braunlage
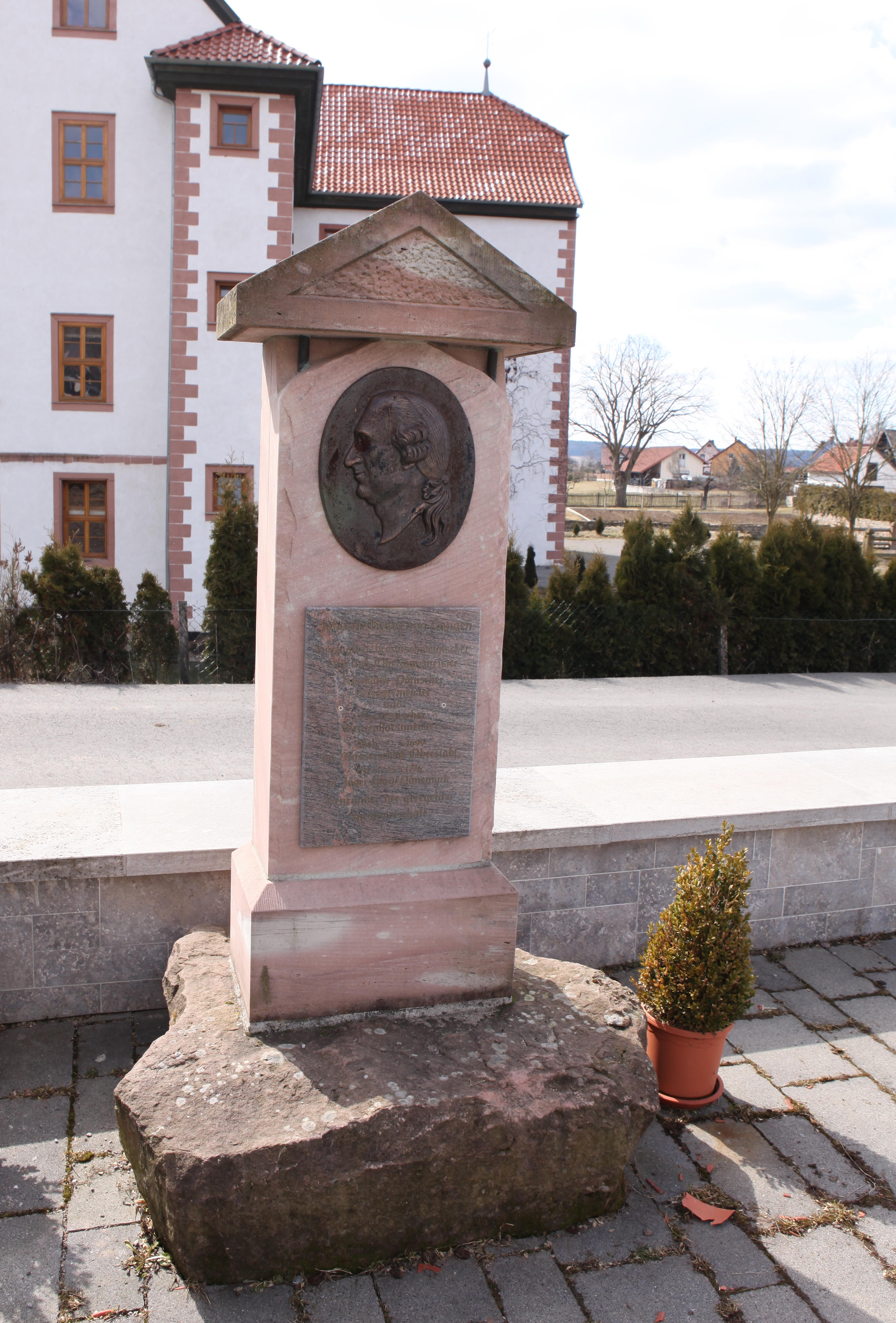
Gedenkstein in Oberstadt
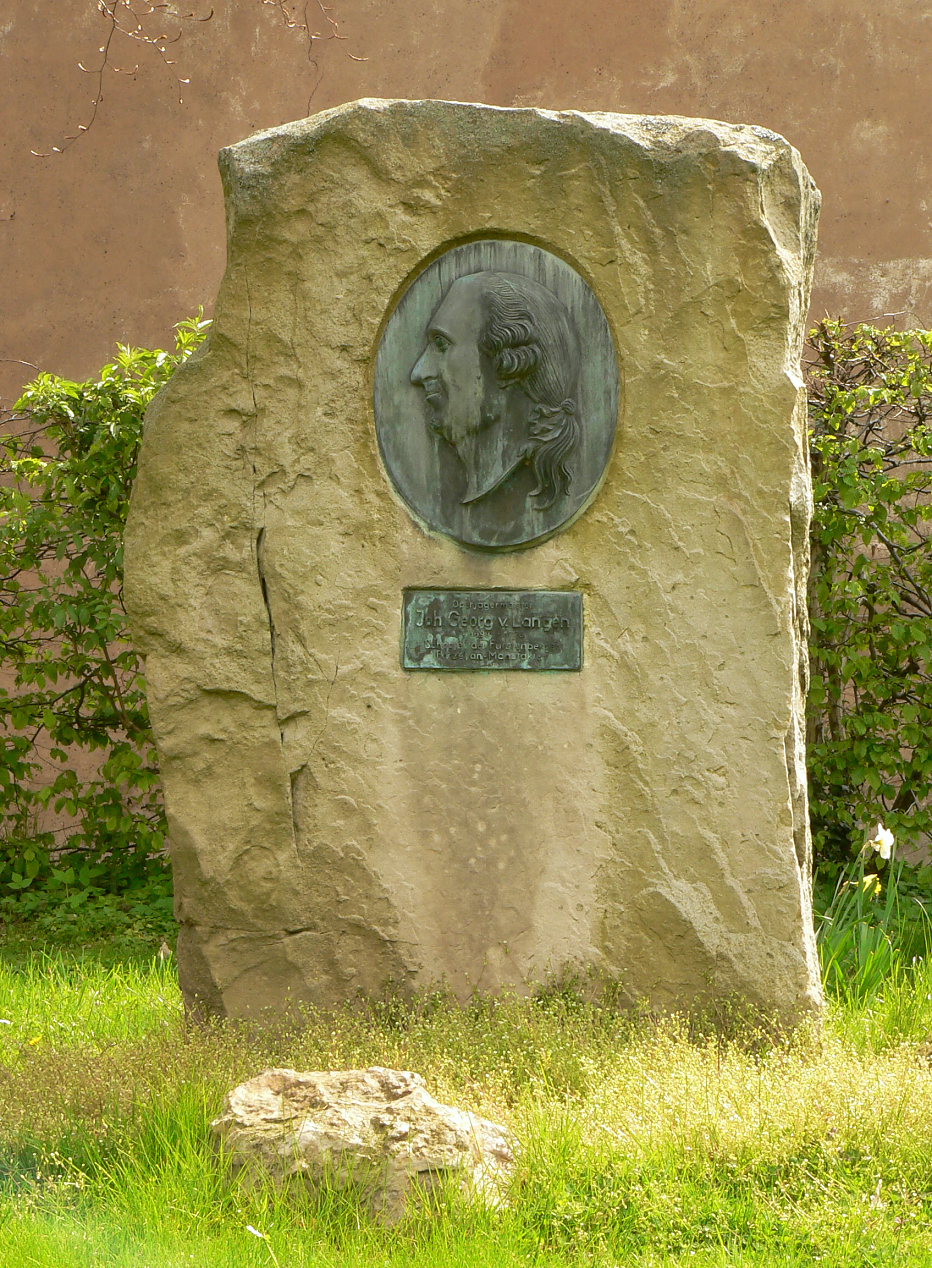
Gedenkstein in Fürstenberg (Weser)